# Mertensophryne schmidti
Espèce
Synonymes
- Bufo schmidti (Grandison, 1972)

Statut de conservation UICN

 DD  : Données insuffisantes
Mertensophryne schmidti est une espèce d'amphibiens de la famille des Bufonidae.

## Répartition
Cette espèce est endémique de la province du Haut-Lomami en République démocratique du Congo. Elle se rencontre entre 960 et 1 300 m d'altitude dans le parc national de l'Upemba.

## Description
Les mâles mesurent jusqu'à 23,5 mm et les femelles jusqu'à 26,1 mm.

## Étymologie
Cette espèce est nommée en l'honneur de Karl Patterson Schmidt.

## Publication originale
- Grandison, 1972 : The status and relationships of some east African earless toads (Anura, Bufonidae) with a description of a new species. Zoologische Mededelingen (Leiden), vol. 47, p. 30-48 (texte intégral).